# 海と毒薬 (映画)
『海と毒薬』（うみとどくやく）は、1986年制作の日本映画。原作は遠藤周作の同名小説。全編白黒作品。1987年の第37回ベルリン国際映画祭・銀熊賞審査員グランプリ受賞作。第60回キネマ旬報ベスト・テン日本映画第1位及び日本映画監督賞受賞作。
太平洋戦争末期の1945年に行われた米軍捕虜への臨床実験における若き医師の葛藤を通して、生命の尊厳を問う小説の内容に、監督の熊井は衝撃を受けて映画化を決意する。原作者の遠藤から映画化の承諾を得て、1969年には脚本が完成したが、その作品性ゆえ出資者探しが難航し、実際に映画化されたのは17年後の1986年のことであった。舞台は架空の大学の医療機関「九州のF帝大」と設定されている。

## ストーリー
撃墜されたB29搭乗員8名が帝大医学部に連れてこられた。軍の命令により、生きたまま米軍捕虜を解剖する実験を行うためである。人間の内臓が摘出されても生きていられるのか…尋常ではない非道な実験に参加せざるを得ない医学部研究生・勝呂は、良心の呵責にさいなまれる。そんな勝呂の様子をせせら笑う同期生・戸田も、極限状態で何も感情が湧かない自分自身を疑い始める。学部内での権力闘争も相まって、若き研究生らは翻弄されていく。

## キャスト
- 勝呂：奥田瑛二
- 戸田：渡辺謙
- 橋本教授：田村高廣
- 大場看護婦長：岸田今日子
- 上田看護婦：根岸季衣
- 柴田助教授：成田三樹夫
- 浅井助手：西田健
- ハットリ調査官：岡田眞澄
- 権藤教授：神山繁
- 田中軍医：草野裕
- 村井大尉：辻萬長
- 宮坂中尉：津嘉山正種
- おばはん：千石規子
- 田部夫人：黒木優美
- 田部の母：戸川暁子
- 田部の姉：大原真理子
- ヒルダ（橋本夫人）：ワタナベ・マリア
- 米軍捕虜：ギャリー・イーグル
- ナレーター：平光淳之助
- 大林隆介、高山千草、平野稔、三谷侑未、牧よし子、上田ボッコ、小野明良 ほか

## スタッフ
- 監督・脚本：熊井啓
- 撮影：栃沢正夫
- 美術：木村威夫（補佐：内田欣哉）
- 照明：岩木保夫
- 録音：久保田幸雄
- 音楽：松村禎三
- ピアノ演奏：野島稔
- 監督補：原一男
- 助監督：高根美博、金佑彦、張金鐘
- 記録：飯村知子
- 音響効果：帆苅幸雄
- 医学指導：馬場紀行、別宮好文、高橋正雄、高橋徳英、柳原操、赤坂知子、橋口容子
- 光学撮影：真野田嘉一
- 作画：石井義雄
- 題字：福沢一郎
- インターン協力：にっかつ芸術学院
- MA：にっかつスタジオセンター
- 現像：IMAGICA
- プロデューサー：大塚和、宮川孝至
- 製作者：滝島恵一郎

## 製作

### 企画
監督・脚本の熊井啓は、1970年の『地の群れ』の後、日活に企画を提出したが、当時日活は潰れかけていて駄目で、それで各社に打診したが「暗くて重くて難しいという映画の当たらない3大要素を全部兼ね揃えている」などと敬遠され、10数年が過ぎた後、ある実業家から「制作費を出してやる」という申し出があり、17年の時を経て映画が製作された、と述べている。熊井は「昭和33年に原作を読んで衝撃を受けたが、読み返す度にその衝撃が新たになる。最近の世相は、かつての時代に逆戻りしつつあるのではないかと危惧しているが、それをこの映画で警告したい」と話した。

### 撮影
撮影は大半、『MISHIMA』や『ドレミファ娘の血は騒ぐ』など、数多くの映画やTVロケが行われた初台の東京工業試験所跡をF帝大に見立てて行われた。
劇中の血液は、スタッフから採取した実物が使用された。
熊井啓の自伝『映画と毒薬』（1987年 キネマ旬報社）に、捕虜の人体実験の場面（鼓動する心臓を鷲掴みにするショッキングなシーン）は買ってきた豚を開胸し撮影したという。